# Longchamps (Éghezée)
Pour les articles homonymes, voir Longchamps.
Longchamps (en wallon Lontchamp-dlé-Du) est une section de la commune belge d'Éghezée située en Région wallonne dans la province de Namur.
C'était une commune à part entière avant la fusion des communes de 1977.

## Évolution démographique
- Source: DGS, 1831 à 1970=recensements population, 1976= habitants au 31 décembre

## Patrimoine et culture

### Patrimoine et architecture
- Eglise Saint-Feuillen. Edifice en style classique du XVIIIe siècle et agrandie d'une travée vers l'ouest au XIXe siècle, la tour est datée de 1863 par chronogramme[1].